# Haute-Saône
Haute-Saône este un departament în estul Franței, situat în regiunea Burgundia-Franche-Comté. Este unul dintre departamentele Franței create în urma Rvoluției din 1790. Este numit după râul Saône ce traversează departamentul.

## Localități selectate

### Prefectură
- Vesoul

### Sub-prefecturi
- Lure

## Diviziuni administrative
- 2 arondismente;
- 32 cantoane;
- 545 comune;